# 南栗橋近隣公園
南栗橋近隣公園（みなみくりはし きんりんこうえん）は、埼玉県久喜市南栗橋にある都市公園（近隣公園）である。

## 概要
この南栗橋近隣公園は豊田土地区画整理事業（今日の南栗橋一丁目 - 南栗橋十二丁目）が行われた際に整備された公園である。敷地面積としては3.3haの敷地をもつ都市公園である。東側には南栗橋スポーツ広場が隣接しており、その北方には大排水路を挟み大沼公園(2501m2)が所在している。また、南栗橋近隣公園は豊田コミュニティープラザ（とよだ こみゅにてぃーぷらざ）とも称されている。毎年夏には豊田ふるさと祭り（旧・南栗橋ふるさと祭り）が開催される。公園北方を南東へと流下している大排水路沿いには桜が植樹されており、久喜市栗橋区域の桜名所の一つとなっている。
2011年（平成23年）3月11日の東日本大震災では南栗橋近隣公園内においても液状化被害が発生した。

## 施設
- 多目的広場
- 修景池
- ウォータープール
- テニスコート（3面）
- 南栗橋テニス場管理棟
- 園路
- 送電線鉄塔
- ベンチ
- 駐車場
- トイレ

## 所在地
- 〒349-1117
- 埼玉県久喜市南栗橋12丁目[4]

## 交通
- 南栗橋駅より南西方へ徒歩にて約8分。（道程約400m）[5]

## 周辺
- 久喜市立栗橋南小学校
- 東武日光線南栗橋駅
- 南栗橋郵便局
- 久喜市立栗橋幼稚園
- 東北新幹線
- 内池
- 大排水路
- 二重堀
- 島川堀

## 南栗橋地区のその他の公園
- 大沼公園(2501 m2)
- 狐塚公園(2499 m2)
- 蓮沼公園(2499 m2)
- 大堀公園(2408 m2)
- 丁張公園(2501 m2)
- 魚越公園(2019 m2)
- 内沼公園(2455 m2)